# جاك بيري
جاك بيري (بالفرنسية: Jacques Perry)‏ روائي فرنسي. ولد في 15 يونيو 1921 في نويي-سور-سين وتوفي في 23 أبريل 2016 في إيفرني قرب باريس. حصل على جائزة رينودو الأدبية عام 1952.

## روابط خارجية
- جاك بيري على موقع IMDb (الإنجليزية)
- جاك بيري على موقع ألو سيني (الفرنسية)